# Црква Прображења Господњег у Клајићу
Црква Прображења Господњег у Клајићу, насељеном месту на територији општине Лебане, православни је храм који припада Епархији нишкој Српске православне цркве.
Црква посвећена Преображењу Господњем подигнута је 1916. године, трудом и средствима мештана села.